# Mieczysław Onyszkiewicz
Mieczysław Onyszkiewicz (1844 Byblo – 1. listopadu 1917 Krakov) byl rakouský politik polské národnosti z Haliče, v 2. polovině 19. století poslanec Říšské rady.

## Biografie
Byl statkářem a konzervativním politikem. Studoval na gymnáziu a jako student se zapojil do lednového povstání roku 1863. Sloužil v povstaleckém vojsku pod generálem Józefem Wysockim. Byl politicky a veřejně aktivní. Od roku 1873 byl členem okresního zastupitelstva v Rohatynu, v letech 1876–1882 jeho předsedou. Od roku 1888 až do roku 1914 zasedal jako poslanec Haličského zemského sněmu za kurii venkovských obcí, obvod Rohatyn, Burštyn, později za kurii velkostatkářskou. Patřil mezi aktivní poslance. V období let 1877–1888 a 1893–1899 byl náhradníkem zemského výboru, v letech 1899–1914 jeho řádným členem. Zasedal v četných sněmovních výborech a komisích. Byl členem hospdodářských spolků.
Působil též jako poslanec Říšské rady (celostátního parlamentu Předlitavska), kde usedl ve volbách roku 1879 za kurii velkostatkářskou v Haliči. Mandát obhájil ve volbách roku 1885. Ve volebním období 1879–1885 se uvádí jako rytíř Miecislaus von Onyszkiewicz, statkář, bytem Zoločiv. Patřil mezi polské národní poslance. Reprezentoval parlamentní Polský klub. V rámci polské politické scény patřil mezi východohaličské konzervativce (tzv. Podolacy).
Zemřel v listopadu 1917.